# Soudeilles
Soudeilles är en kommun i departementet Corrèze i regionen Nouvelle-Aquitaine i de centrala delarna av Frankrike. Kommunen ligger  i kantonen Meymac som tillhör arrondissementet Ussel. År 2022 hade Soudeilles 297 invånare.

## Befolkningsutveckling
Antalet invånare i kommunen Soudeilles
Referens:INSEE

## Galleri

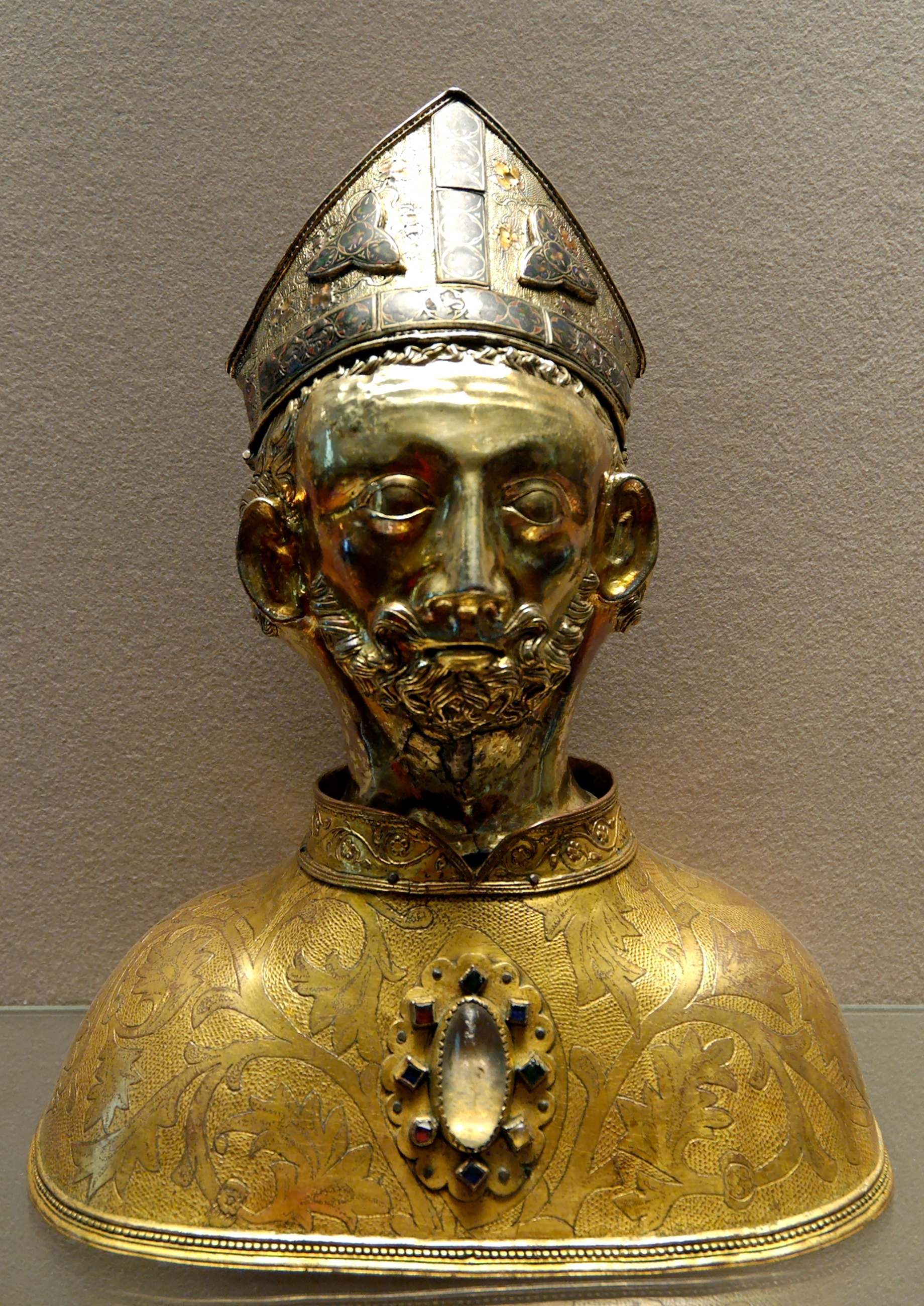